# Исландская арктическая сеть сотрудничества
Исландская арктическая сеть сотрудничества (англ. Icelandic Arctic Cooperation Network) — некоммерческая, негосударственная организация, которая была основана в 2013 году. Главная цель заключается в содействии сотрудничеству между исландскими государственными и частными организациями, учреждениями, предприятиями и органами, занимающимися вопросами Арктики. Также сфера деятельности организации касается исследований, образования, инноваций, мониторинга или другой деятельности, связанной с арктическим регионом.

## История
Территория Исландии целиком расположена южнее Северного полярного круга, однако, несмотря на это страна позиционирует себя как арктическая держава. При этом на государственном уровне отсутствует чётко сформулированная научно-исследовательская политика в отношении Арктики, а также приоритетные направления с механизмом их финансирования. Несмотря на это, активную деятельность по изучению Арктики ведут общественные и некоммерческие научные организации и учреждения. Среди них видное место занимают: Университет Рейкьявика, Университет Исландии, Сельскохозяйственный университет Исландии, Университет Акюрейри и другие.
7 февраля 2013 года исследовательский центр Borgir при Университете Акюрейри совместно с Министерством иностранных дел Исландии организовали Исландскую арктическую сеть сотрудничества (IACN). Подписанты согласились, что основной целью IACN будет привлечение внимания к проблемам Арктики, а также создание тесных связей между институтами и отдельными лицами, работающими в этом направлении в Исландии. Первым директором Исландской арктической сети сотрудничества стала Наталья Лукачёва. Номинальными учредителями на данный момент являются: Арктический институт Стефанссон, Институт арктического права, Научный центр Университета Акюрейри, Северный исследовательский форум, Исландский центр исследований (RANNIS), Исландский исследовательский центр туризма, Арктический портал, а также две рабочие группы Арктического совета, организованные Исландией; CAFF (Сохранение арктической флоры и фауны) и PAME (Защита арктической морской среды).
11 июня 2016 года состоялось подписание документа о сотрудничестве между Исландской арктической сетью сотрудничества и организацией «Polar Knowledge Canada» с целью создания более тесного сотрудничества в области науки и техники между Исландией и Канадой. Подписантами выступили посол Канады в Исландии Стюарт Уиллер и директором Исландской арктической сети сотрудничества Эмбла Эйр Оддсдоттир (исл. Embla Eir Oddsdóttir). Среди присутствовавших также был президент Исландии Оулавюр Рагнар Гримссон. Основная цель соглашения заключается в поощрении и координировании проведение исследований в Арктике с учётом важности науки и техники для экономического и социального развития Исландии и Канады. Более конкретно были обозначены области сотрудничества: совместный доступ к информационным ресурсам и экспертным знаниям, обмен научно-техническими ресурсами и обучение студентов.